# Malaquías del Pueblo
Malaquías del Pueblo (1927) es una tragicomedia en cuatro actos del escritor ucraniano Mikola Kulish, que combina características realistas clásicas con características modernistas. El estreno tuvo lugar en el invierno de 1927, dirigida por Les Kurbas, con Marian Krushelnytsky, Vladimir Blavatsky, Chestyakova, Dotsenko y Krynytska en los papeles principales de Malaquías, Kum, Lyubunya, Olya y Tarásova. Las autoridades soviéticas hicieron obstáculos para la actuación, obligaron a rehacerla varias veces, y en 1929 fue completamente prohibida, después de lo cual la tragicomedia «Malaquías del Pueblo» se estrenó en actuaciones en la diáspora ucraniana. En 1991, se estrenó una película de comedia dirigida por Rostyslav Sinko, basada en la obra de teatro.
La obra es una sátira aguda y despiadada sobre la realidad posrevolucionaria de la Ucrania soviética, revelando una profunda y trágica disonancia entre las consignas de la revolución y las consecuencias reales. El nombre del protagonista, Malaquías, significa «profeta» o «mensajero de Dios», lo que apunta al problema de un mesías autoproclamado. La obra gravita hacia el realismo en la representación de los acontecimientos, con elementos del humor del viejo mundo y rasgos modernistas como la colisión del idealismo con la realidad. Es un texto límite entre las tradiciones realistas y modernistas.

## Argumento

### Acto 1
En una casa en la calle Mischanskaya (Járkov), Tarásova, su familia y sus vecinos coristas están angustiados porque el esposo de Tarásova, Malaquías, se ha ido. Sus problemas comenzaron con la revolución. Malaquías regresa a mitad del acto. Apoya el socialismo y los proyectos dirigidos a la reforma humana. El coro canta «Mundo Dulce» de Stepan Degtiarov. De repente, la hija mayor corre a informar que el mejor pollo de la familia ha sido asesinado.

### Acto 2
En el comisariato, los comandantes critica los proyectos que «pinchan chicharros con col, aceitunas con moscas y mezclan la Biblia con Marx». Malaquías entra, seguido de una procesión de otros. Malaquías habla de sus proyectos para reformar el idioma ucraniano desde el punto de vista del socialismo y transferir la capital a Kiev. Llama al mausoleo de Lenin la nueva Jerusalén. Malachi admite estar loco: loco por haber pasado 27 años con su familia. Los comandantes lo engañan para que sea examinado por psiquiatras en Saburov Dacha (un Hospital psiquiátrico).

### Acto 3
En Saburov Dacha, Malaquías está teniendo una conversación sin sentido con lunáticos. Se entera de que Olya quedó embarazada y luego fue abandonada. Ve visiones de círculos azules y escucha «Dulzura de la Paz» intercalada con «la Internacional». Malaquías renuncia a su familia, cambiando su nombre a Narmakhnar, y escapa con los otros locos.

### Acto 4
Olya y Malaquías entran en el burdel de Madame Apolinara. Ven a su hija, Lyubunya, que se disculpa por convertirse en prostituta. Lo hizo para ganar dinero con el que encontrar a su padre itinerante. A Malaquías no le importa, porque ha renunciado a su familia. Lyubunya entra en una despensa y se ahorca. Malaquías, ahora claramente loco, toca la «Sinfonía de la Paloma Mundial» en un burro mientras se proclama a sí mismo el pastor mundial.